# Bulbophyllum digoelense
Bulbophyllum digoelense är en orkidéart som beskrevs av Johannes Jacobus Smith. Bulbophyllum digoelense ingår i släktet Bulbophyllum och familjen orkidéer. Inga underarter finns listade i Catalogue of Life.